# Simone Balle
Simone Balle ( 1906 - 2000) fue una botánica belga, que trabajó abundantemente en la taxonomía de la familia Loranthaceae.

## Algunas publicaciones
- 1970. Loranthaceae des environs du Lac Tana et des montagnes du Semien. Ed. Staatliches Museum für Naturkunde. 8 pp.

### Libros
- lucien l. Hauman, s. Balle. 1934. Catalogue des ptéridophytes et phanérogames de la flore belge: énumération mise à jour et révisée au point de vue systématique et synonymique des espèces et de leurs variétés. Vol. 66 de Bulletin de la Société royale de botanique de Belgique. Ed. Imp. J. Duculot. 126 pp.
- --------, --------. 1934. Catalogue des ptéridophytes et phanérogames de la flore belge. Vol. 66 de Bulletin de la Soc. R. de botanique de Belgique. 126 pp.
- --------, --------. 1934. Les "Alchemilla" du Congo Belge et leurs relations avec les autres especes du genre en Afrique continentale. Ed. Impr. Ve. Monnom. 68 pp.
- --------, --------. 1936. Les Alchemilla de l'Afrique australe. Vol. 16 de Mémoires: Collection in-8o, des lettres et des beaux-arts de Belgique Académie royale des sciences Classe des sciences. 28 pp.
- 1948. Loranthaceae. 77 pp.
- 1955. A propos de la morphologique des "Loranthus" d'Afrique. 45 pp.
- 1960. Contribution à l'étude des Viscum de Madagascar ... N.º 11 de Lejeunia. Mémoire. Ed. Lejeunia. 151 pp.
- s. Balle, andré Aubréville, jean-f. Leroy. 1982. Flore du Cameroun. Ed. Délégation Générale a la Recherche Scientifique et Technique. 82 pp.
- 1982. Loranthacées. Vol. 23 de Flore du Cameroun. 82 pp.
- c. Grey-Wilson, j. Lewis, s. Balle, h. Jacques-Félix, l. Liben. 1983. Balsaminacées: Xyridacées. Vols. 22-25 de Flore du Cameroun
- La abreviatura «Balle» se emplea para indicar a Simone Balle como autoridad en la descripción y clasificación científica de los vegetales.[3]